# Bedadung
Bedadung is een bestuurslaag in het regentschap Jember van de provincie Oost-Java, Indonesië. Bedadung telt 3190 inwoners (volkstelling 2010).